# 飓风图
龍捲風图（Tornado Diagram）是条形统计图的一种特殊形式。条形图的数据和标签是水平放置，飓风图则是垂直放置。飓风图一般要求将变量按照大小顺序放置的，最大的数据放在顶端，最小的数据放在低端，形如飓风，因而得名。

## 用途
飓风图经常用在敏感度分析之中，用来体现哪些因素的变化对于结果的影响更大。对于每个变量，都需要估计其最小值、基准值和最大值。

## 绘图
以上图为例，说明如何用Excel绘制飓风图。
第一步，选择数据区域-前四列数据，然后点击“插入——图表——条形图——二维条形图——簇状条形图”
第二步，选中纵坐标，右键点击“选择数据”，然后点击“切换行/列”
第三步，双击数据系列，出现“数据系列格式”对话框，点击“选项——重叠”，将数值调至100%
第四步，右键点击纵坐标，选择“缩放——逆序类别”，将水平轴放在顶端。
第五步，调整坐标轴的单位、数字数位等。
第六步，完成。